# Liste von Windkraftanlagen im Saarland
Diese Liste von Windkraftanlagen im Saarland enthält die mit einer Gesamthöhe von mindestens 100 Metern mit ihren wichtigsten technischen Daten. Anlagen mit Stahlfachwerkturm sind durch Kursivdruck gekennzeichnet. Wieder abgebaute Anlagen ohne Repowering am gleichen Standort sind durchgestrichen. Da laufend neue Windkraftanlagen errichtet und mit oder ohne Repowering zurückgebaut werden, erhebt diese Liste keinen Anspruch auf Vollständigkeit; sie zeigt den Stand von Anfang 2021. Datenbasis ist die interaktive Karte von Metaver, über die man sich auch über geplante und genehmigte Windenergieanlagen im Saarland informieren kann sowie das Marktstammdatenregister.
Im Jahr 2015 deckten die erneuerbaren Energieträger (Sonne, Wind, Wasserkraft, Biogas, Biomasse) rund 19 Prozent des Bruttostrombedarfs des Saarlandes.

## Übersicht
| Name                                                                             | Baujahr                                           | Gesamt- leistung (MW) | Anzahl | Typ (WKA)                                                                                              | Ort                               | Land- kreis | Koordinaten                                           | Projektierer / Betreiber                                                                                    | Bemerkungen |
| -------------------------------------------------------------------------------- | ------------------------------------------------- | --------------------- | ------ | --- | --------------------------------- | ----------- | ----------------------------------------------------- | --- | --- |
| Windkraftanlage Erkershöhe                                                       | 2018                                              | 3,0                   | 1      | Nordex N131/3000 (1×)                                                                                  | Wemmetsweiler                     | NK          | 49° 20′ 31″ N, 7° 4′ 30″ O                            | montanWIND GmbH                                                                                             | |
| Windkraftanlage Riesweiler                                                       | 1999                                              | 0,25                  | 1      | Nordex N29/250 (1×)                                                                                    | Riesweiler                        | HOM         | 49° 8′ 3″ N, 7° 18′ 22″ O                             | | |
| Windkraftanlagen Gersweiler                                                      | 2022-2023                                         | 9,76                  | 2      | Enercon E-138 EP3 E2 (1×) Enercon E-160 EP5 E3 (1×)                                                    | Gersweiler                        | SB          | 49° 12′ 35″ N, 6° 53′ 32″ O                           | DunoAir | |
| Windkraftanlagen Gohlocher Wald                                                  | 2018                                              | 6,0                   | 2      | Nordex N131/3000 (2×)                                                                                  | Landsweiler                       | SLS         | 49° 22′ 18″ N, 6° 54′ 31″ O                           | montanWIND GmbH                                                                                             | |
| Windkraftanlagen Großer Elmersberg (Windpark Eppelborn)                          | 2010 2014                                         | 3,1                   | 2      | Enercon E-53 (1×) Enercon E-82 E2 (1×)                                                                 | Dirmingen                         | NK          | 49° 24′ 1″ N, 6° 59′ 35″ O                            | Achim Anschütz Windkraftanlagen e.K., Windkraft Großer Elmersberg GmbH, Windkraft Großer Elmersberg II GmbH | |
| Windkraftanlagen Hüttersdorf                                                     | 2021                                              | 6,6                   | 2      | Nordex N131/3300 (2×)                                                                                  | Hüttersdorf                       | SLS         | 49° 25′ 6″ N, 6° 48′ 0″ O 49° 24′ 10″ N, 6° 49′ 28″ O | GAIA mbH | derzeit verschiedene Standorte weitere Anlagen in Planung |
| Windkraftanlagen Jungenwald                                                      | 2015                                              | 5,5                   | 2      | GE Wind Energy 2.75-120 (2×)                                                                           | Fürth                             | NK          | 49° 24′ 10″ N, 7° 14′ 1″ O                            | ABO Wind | |
| Windkraftanlagen Merzig                                                          | 2021                                              | 8,4                   | 2      | Vestas V150-4.2MW (2×)                                                                                 | Merzig                            | MZG         | 49° 27′ 28″ N, 6° 41′ 43″ O                           | Green City                                                                                                  | |
| Windkraftanlagen Mettlach-Schwarzbruch                                           | 2016                                              | 6,6                   | 2      | Vestas V126-3.3MW (2×)                                                                                 | Orscholz                          | MZG         | 49° 29′ 33″ N, 6° 29′ 19″ O                           | Stadtwerke Merzig GmbH                                                                                      | |
| Windkraftanlagen Perl-Rödchen                                                    | 2014                                              | 6,0                   | 2      | Vestas V112-3.0MW (2×)                                                                                 | Eft-Hellendorf                    | MZG         | 49° 27′ 34″ N, 6° 27′ 15″ O                           | juwi AG, VSE AG                                                                                             | |
| Windkraftanlagen Pfaffenkopf                                                     | 2021                                              | 6,0                   | 2      | Enercon E-115 (2×)                                                                                     | Saarbrücken Riegelsberg           | SB          | 49° 17′ 9″ N, 6° 57′ 10″ O                            | Duno Air | weitere Anlagen derzeit in der Genehmigung |
| Windkraftanlagen Schmelz-Gischberg                                               | 2017                                              | 6,4                   | 2      | GE Wind Energy 3.2-130 (2×)                                                                            | Schmelz                           | SLS         | 49° 27′ 11″ N, 6° 49′ 2″ O                            | Green City Energy AG                                                                                        | |
| Windkraftanlagen Schwarzerden                                                    | 2010                                              | 5,0                   | 2      | Nordex N90/2500 (2×)                                                                                   | Schwarzerden                      | WND         | 49° 31′ 19″ N, 7° 18′ 5″ O                            | ABO Wind | |
| Windpark Auf der weißen Trisch (Windpark Kirrberg)                               | 2017                                              | 9,6                   | 4      | Nordex N117/2400 (4×)                                                                                  | Kirrberg                          | HOM         | 49° 17′ 12″ N, 7° 21′ 22″ O                           | EnBW Energie Baden-Württemberg AG                                                                           | |
| Windpark Bous                                                                    | 2018                                              | 9,0                   | 3      | Enercon E-115 (3×)                                                                                     | Bous                              | SLS         | 49° 16′ 23″ N, 6° 51′ 8″ O                            | DunoAir GmbH                                                                                                | |
| Windpark Britten (Windpark Judenkopf)                                            | 2013                                              | 12,5                  | 5      | Vensys 112/2500 (5×)                                                                                   | Britten                           | MZG         | 49° 32′ 21″ N, 6° 39′ 20″ O                           | Windpark Losheim-Britten GmbH                                                                               | |
| Windpark Freisen-Eitzweiler                                                      | 2002 2016 2017 2022                               | 13,25                 | 4      | Enercon E-82 E2 (1×) Vestas V112-3.3MW (1×) Vestas V136-3.45MW (1×) Enercon E-138 EP3 E2 (1×)          | Eitzweiler                        | WND         | 49° 33′ 29″ N, 7° 12′ 14″ O                           | Windpark Saar GmbH                                                                                          | 2021 Repowering (1× Vestas V136-3.45MW statt 2× Südwind S70) weiteres Repowering im Gange (1× Enercon E-138 EP3 E2 statt 1×Südwind S77) |
| Windpark Freisen-Mühlenberg                                                      | 2017 2019                                         | 13,5                  | 4      | Vestas V112-3.3MW (2×) Vestas V136-3.45MW (2×)                                                         | Freisen                           | WND         | 49° 32′ 31″ N, 7° 13′ 15″ O                           | VSE AG | |
| Windpark Freisener Höhe (incl. Windpark Freisen-Heinzelberg)                     | 1994 1995 1997 1999 2000 2005 2008 2012-2013 2017 | 18,0                  | 7      | Enercon E-82 (1×) Enercon E-82 E2 (2×) Vestas V90-2.0MW (1×) Enercon E-101 (2×) Vestas V112-3.3MW (1×) | Freisen                           | WND         | 49° 33′ 26″ N, 7° 16′ 2″ O                            | Windpark Saar GmbH                                                                                          | errichtet beiderseits der A 62 Ältester Windpark im Saarland Repowering 2008 (1× Enercon E-82 statt 1× Vestas V27-225kW) Repowering 2012-2013 (2× Enercon E-82 E2, 2× Enercon E-101 und 1× Vestas V90-2.0MW statt 4× Nordtank NTK 500/41, 3× Vestas V39-500kW, 1× Vestas V44-600kW, 1× NEG Micon NM 64/1500 und 3× DeWind D4 48/600), benachbarter Windpark in Berschweiler (Rheinland-Pfalz) |
| Windpark Haupersweiler                                                           | 2010                                              | 15,0                  | 6      | Nordex N90/2500 (6×)                                                                                   | Haupersweiler                     | WND         | 49° 30′ 12″ N, 7° 14′ 34″ O                           | EnBW Energie Baden-Württemberg AG                                                                           | |
| Windpark Himmelwald-Hungerberg (incl. Windpark Niederlinxweiler)                 | 2009 2015 2016 2024                               | 41,35                 | 13     | Enercon E-82 (3×) GE Wind Energy 2.75-120 (5×) Nordex N117/2400 (2×) Vestas V162-5.6MW (3×)            | Fürth Steinbach Niederlinxweiler  | NK WND      | 49° 26′ 11″ N, 7° 12′ 30″ O                           | ABO Wind AG; juwi AG; EnBW Energie Baden-Württemberg AG; Ørsted                                             | Erweiterung in Bau 3× Vestas V162-5.6MW |
| Windpark Höcherberg                                                              | 2017                                              | 16,5                  | 5      | Vestas V126-3.3MW (5×)                                                                                 | Höchen                            | NK HOM      | 49° 24′ 11″ N, 7° 16′ 33″ O                           | juwi AG | |
| Windpark Kehrberg (Windpark Niederkirchen)                                       | 2004 2012                                         | 12,0                  | 7      | NEG Micon NM 82/1500 (4×) Vestas V90-2.0MW (3×)                                                        | Hoof Marth Niederkirchen          | WND         | 49° 28′ 22″ N, 7° 13′ 34″ O                           | wpd AG | |
| Windpark Kleeberg                                                                | 2012 2015                                         | 8,4                   | 5      | Enercon E-53 (3×) Enercon E-115 (2×)                                                                   | Eppelborn                         | NK          | 49° 25′ 32″ N, 6° 58′ 17″ O                           | Windpark am Kleeberg GmbH                                                                                   | |
| Windpark Losheim-Galgenberg                                                      | 2007 2014                                         | 8,0                   | 4      | Vestas V90-2.0MW (4×)                                                                                  | Wahlen                            | MZG         | 49° 29′ 17″ N, 6° 44′ 28″ O                           | Ökostrom Saar GmbH                                                                                          | Am 28.12.2022 brannte eine Vestas V90-2.0MW komplett aus. Der Windpark ist außer Betrieb, bis die anderen Anlagen alle vom Betreiber geprüft worden sind. Anlagen wird nun abgebaut. Neue Anlage an der Stelle geplant. |
| Windpark Marpingen-Alsweiler                                                     | 2017                                              | 9,9                   | 3      | Vestas V126-3.3MW (3×)                                                                                 | Alsweiler                         | WND         | 49° 29′ 20″ N, 7° 4′ 22″ O                            | | |
| Windpark Merchingen                                                              | 2009 2015                                         | 15,0                  | 6      | Vestas V90-2.0MW (3×) Vestas V112-3.0MW (3×)                                                           | Merchingen                        | MZG         | 49° 26′ 2″ N, 6° 42′ 22″ O                            | Stadtwerke Merzig GmbH, VSE AG                                                                              | |
| Windpark Mettlach-Büschdorf                                                      | 2003 2010 2011 2017 2019                          | 25,3                  | 12     | Enercon E-66/18.70 (5×) Enercon E-70 (4×) Enercon E-82 E2 (1×) Enercon E-115 (2×)                      | Wehingen Tünsdorf Büschdorf       | MZG         | 49° 27′ 15″ N, 6° 29′ 24″ O                           | Energiequelle GmbH; VSE AG                                                                                  | |
| Windpark Mosberg-Richweiler                                                      | 2009 2010                                         | 8,0                   | 5      | Fuhrländer FL MD77 (4×) Enercon E-82 (1×)                                                              | Mosberg-Richweiler Namborn        | WND         | 49° 32′ 23″ N, 7° 9′ 22″ O                            | enovos GmbH, Windpark Mosberg GmbH                                                                          | |
| Windpark Nohfelden-Eisen                                                         | 2015                                              | 9,9                   | 3      | Vestas V126-3.3MW (3×)                                                                                 | Eisen                             | WND         | 49° 37′ 17″ N, 7° 2′ 23″ O                            | VSE AG | |
| Windpark Nonnweiler-Bierfeld (incl. Windpark Epplerswald-Lindenstein-Wittumberg) | 2017                                              | 21,3                  | 8      | GE Wind Energy 2.75-120 (6×) Nordex N117/2400 (2×)                                                     | Bierfeld                          | WND         | 49° 37′ 30″ N, 6° 58′ 31″ O                           | EnBW Energie Baden-Württemberg AG; Energie SaarLorLux AG                                                    | |
| Windpark Oberleuken-Faha (incl. Windpark Perl-Renglischberg)                     | 2006 2017 2018 2024                               | 26,6                  | 9      | Fuhrländer FL MD77 (2×) Enercon E-115 (6×) Vestas V150-5.6MW (1×)                                      | Faha Oberleuken                   | MZG         | 49° 31′ 17″ N, 6° 27′ 0″ O                            | juwi AG; BOREAS, Windpark Faha GmbH                                                                         | |
| Windpark Oberthal (Windpark Leißberg)                                            | 2014                                              | 12,0                  | 4      | Vestas V112-3.0MW (4×)                                                                                 | Oberthal                          | WND         | 49° 31′ 31″ N, 7° 4′ 35″ O                            | Windpark Oberthal GmbH                                                                                      | |
| Windpark Perl-Borg-Wochern                                                       | 2014                                              | 15,0                  | 5      | Vestas V112-3.0MW (5×)                                                                                 | Borg                              | MZG         | 49° 29′ 16″ N, 6° 25′ 8″ O                            | juwi AG, VSE AG                                                                                             | Erweiterung geplant (3× Vestas V150-4.2MW) |
| Windpark Priesberg                                                               | 2016                                              | 12,5                  | 5      | Vensys 112/2500 (5×)                                                                                   | Bosen Sötern                      | WND         | 49° 35′ 6″ N, 7° 2′ 13″ O                             | enovos GmbH                                                                                                 | |
| Windpark Primstal                                                                | 2007 2011                                         | 10,0                  | 5      | Enercon E-70 E4 (4×) Enercon E-53 (1×)                                                                 | Primstal                          | WND         | 49° 30′ 30″ N, 6° 57′ 23″ O                           | GERES EnergieSysteme GmbH                                                                                   | |
| Windpark Saarwellingen                                                           | 2025                                              | 17,1                  | 3      | Nordex N163/5700 (3×)                                                                                  | Saarwellingen                     | SLS         | 49° 21′ 53″ N, 6° 50′ 44″ O                           | Enovos | in Bau |
| Windpark Schiffweiler-Wiebelskirchen                                             | 2014 2015 2021                                    | 15,5                  | 6      | Vensys 112/2500 (5×) Vensys 120/3000 (1×)                                                              | Schiffweiler Wiebelskirchen       | NK          | 49° 23′ 4″ N, 7° 8′ 34″ O                             | enovos GmbH                                                                                                 | |
| Windpark Schmelz-Bettingen (incl. Windpark Bruchwald)                            | 2016 2020                                         | 14,5                  | 5      | GE Wind Energy 2.75-120 (2×) Nordex N131/3000 (3×)                                                     | Bettingen Lebach                  | SLS         | 49° 26′ 10″ N, 6° 53′ 8″ O                            | BayWa r.e.                                                                                                  | |
| Windpark Schwalbach                                                              | 2018                                              | 12,0                  | 4      | Enercon E-115 (4×)                                                                                     | Sprengen                          | SLS         | 49° 18′ 34″ N, 7° 52′ 13″ O                           | DunoAir GmbH                                                                                                | |
| Windpark Silwingen-Büdingen                                                      | 2015                                              | 7,5                   | 3      | Vensys 112/2500 (3×)                                                                                   | Büdingen                          | MZG         | 49° 26′ 5″ N, 6° 32′ 14″ O                            | Stadtwerke Merzig GmbH                                                                                      | Benachbarter Windpark in Launstroff/Waldwisse (F) |
| Windpark Sitzerath-Wadrill (incl. Windpark Benkelberg und Windpark Felsenberg)   | 2003 2004 2017 2018 2023                          | 22,85                 | 9      | Enercon E-40/6.44 (2×) Enercon E-115 (3×) Vestas V126-3.45MW (3×) Enercon E-82 E2 (1×)                 | Sitzerath Wadrill                 | WND MZG     | 49° 36′ 17″ N, 6° 54′ 1″ O                            | GERES EnergieSysteme GmbH; VSE AG                                                                           | Rückbau des Prototyps der Vensys 62/1200 2024 Erweiterung geplant: Enercon E-82 E2 (1×) |
| Windpark Sotzweiler-Berschweiler-Dirmingen (incl. Windpark Breckert)             | 2004 2012 2018 2025                               | 17,5                  | 5      | Vensys 82/1500 (2×) Vensys 100/2500 (1×) Vestas V162-6.0MW (2×)                                        | Dirmingen Berschweiler Sotzweiler | NK WND      | 49° 26′ 26″ N, 7° 0′ 26″ O                            | Vensys Energy GmbH; Windpark Breckert GmbH; ABO Wind AG                                                     | Repowering im Gange (2× Vestas V162-6.0MW statt 3× GE Wind Energy 1.5sl) |
| Windpark Spechenwald                                                             | 2018                                              | 9,0                   | 3      | Nordex N131/3000 (3×)                                                                                  | Niedersaubach Gresaubach          | SLS         | 49° 26′ 39″ N, 6° 55′ 59″ O                           | BayWa r.e.                                                                                                  | |
| Windpark St. Wendel (Windpark Bubach)                                            | 2001                                              | 3,4                   | 4      | Frisia F56/850 (4×)                                                                                    | Marth Bubach                      | WND         | 49° 28′ 11″ N, 7° 17′ 10″ O                           | wind 7 AG                                                                                                   | |
| Windpark Wahlener Platte                                                         | 2004                                              | 10,5                  | 7      | GE Wind Energy 1.5sl (7×)                                                                              | Wahlen                            | MZG         | 49° 28′ 8″ N, 6° 46′ 6″ O                             | | |
| Windpark Webenheim                                                               | 2016                                              | 6,15                  | 3      | Senvion MM92 (3×)                                                                                      | Webenheim                         | HOM         | 49° 15′ 1″ N, 7° 17′ 17″ O                            | EnBW Energie Baden-Württemberg AG                                                                           | |
| Windpark Weiskirchen-Schimmelkopf                                                | 2015                                              | 12,0                  | 4      | Enercon E-115 (4×)                                                                                     | Weiskirchen                       | MZG         | 49° 35′ 10″ N, 6° 48′ 11″ O                           | juwi AG | |
| Windpark Wenzelstein                                                             | 2020                                              | 9,9                   | 3      | Nordex N131/3300 (3×)                                                                                  | Wadern                            | MZG         | 49° 33′ 6″ N, 6° 56′ 28″ O                            | ABO Wind | |
| Windpark Wintersteinchen                                                         | 2023                                              | 14,4                  | 4      | Nordex N131/3600 (4×)                                                                                  | Mettlach                          | MZG         | 49° 32′ 11″ N, 6° 33′ 24″ O                           | ABO Wind | Eigentum der Illwerke vkw |
| Windpark Wolfersweiler                                                           | 1996 2017                                         | 4,3                   | 4      | Enercon E-40/5.40 (2×) Enercon E-58 (1×) Enercon E-82 E2 (1×)                                          | Wolfersweiler                     | WND         | 49° 34′ 21″ N, 7° 12′ 11″ O                           | | Repowering 2017 (1× Enercon E-82 E2 statt 1× Enercon E-40/5.40) |